# Giovanni Antonio da Brescia
Giovanni Antonio da Brescia (tätig zwischen 1490 und 1525 oder später) war ein italienischer Kupferstecher und vielleicht auch Nielleur und Gemmenschneider.
Über Giovanni Antonio da Brescia ist nur wenig bekannt. Er soll Karmelit gewesen sein und neben der Kunst des Kupferstechens auch Niellen und Gemmen angefertigt haben. Sicher belegt sind jedoch nur seine Kupferstiche, in denen er sich anfänglich stilistisch eng an Andrea Mantegna hält, dessen strenge Art ihm wohl sehr entgegenkam. Er selbst scheint kein sehr talentierter Zeichner gewesen zu sein, denn seine späten Werke, in denen er sich von Mantegnas Einfluss zu lösen suchte (er orientierte sich nun unter anderem an Baldassare Peruzzi und Raffael), sind sowohl in der Gestaltung der Komposition als auch in ihrer Bildwirkung wenig gelungen. Seine Blätter sind meist mit JO. AN. B[X]. signiert. Eine mögliche Identifizierung mit dem Medailleur Antonio da Brescia ist umstritten und lässt sich nach dem derzeitigen Erkenntnissen nicht stützen.
Zu seinen bekanntesten Arbeiten gehören:
- Christus in der Vorhölle, um 1490
- Der Triumphzug Cäsars, 1498
- Die Heilige Familie mit der heiligen Elisabeth und dem Johannesknaben, um 1500
- Bacchanal mit Weinfass, um 1500
- Brunnen mit Neptunstatue, um 1500
- Bacchanal mit Silen, um 1500–1504
- Der auferstandene Christus zwischen den hll. Andreas und Longinus, um 1500–1504
- Silenus mit einer Kindergruppe, um 1500–1505
- Vier tanzende Musen, um 1500–1505
- Allegorie auf den Fall der ignoranten Menschheit (Virtus Combusta) und eine Allegorie auf die Rettung der Menschheit (Virtus Deserta), um 1500–1505
- Christus vor Pilatus, um 1500–1505
- Laokoon und seine Söhne, 1506
- Herkules und Antaeus, nach 1506
- Herkules und der nemeische Löwe, nach 1506
- Der heilige Petrus, um 1507
- Die Geißelung Christi, um 1509
- Die Grablegung Christi, um 1509
- Der heilige Hieronymus in seinem Studierzimmer, um 1510
- Zwei Sibyllen und ein Engel, um 1520–1525
- Die Auffindung der Schale Josephs, um 1521–1525
- Die Geburt Christi
- Justitia
- Bildnis des Andrea Mantegna (?)

Ein ihm zugeschriebenes Niello mit der Beweinung Christi und der Verkündigung in der Lünette befindet sich im Museo dell’Età Cristiana in Brescia.